# Danh sách cầu thủ tham dự Giải vô địch bóng đá Nam Mỹ 1945
Đây là danh sách đội hình các đội tuyển tham dự Giải vô địch bóng đá Nam Mỹ 1945. Các đội tuyển tham gia gồm Argentina, Bolivia, Brasil, Chile, Colombia (for the first time), Ecuador, and Uruguay. Paraguay và Peru bỏ giải. Các đội thi đấu vòng tròn một lượt, mỗi trận thắng được tính 2 điểm, hòa tính 1 điểm, thua tính 0 điểm. Colombia was represented by the club Junior.

## Argentina
Huấn luyện viên:  Guillermo Stábile

| Số | VT | Cầu thủ | Ngày sinh (tuổi) | Trận | Bàn | Câu lạc bộ |
| -- | -- | ------- | ---------------- | ---- | --- | ---------- |

## Bolivia
Huấn luyện viên:  Julio Borelli

| Số | VT | Cầu thủ | Ngày sinh (tuổi) | Trận | Bàn | Câu lạc bộ |
| -- | -- | ------- | ---------------- | ---- | --- | ---------- |

## Brasil
Huấn luyện viên:  Flávio Costa

| Số | VT | Cầu thủ | Ngày sinh (tuổi) | Trận | Bàn | Câu lạc bộ |
| -- | -- | ------- | ---------------- | ---- | --- | ---------- |

## Chile
Huấn luyện viên:  Franz Platko

| Số | VT | Cầu thủ | Ngày sinh (tuổi) | Trận | Bàn | Câu lạc bộ |
| -- | -- | ------- | ---------------- | ---- | --- | ---------- |

## Colombia
Huấn luyện viên:  Roberto Meléndez (cũng tham gia với tư cách cầu thủ bóng đá)

| Số | VT | Cầu thủ              | Ngày sinh (tuổi)                                                                 | Trận | Bàn | Câu lạc bộ               |
| -- | -- | -------------------- | -------------------------------------------------------------------------------- | ---- | --- | ------------------------ |
| —  | TM | Andrés Acosta        |                                                                                  | 0    | 0   | Deportivo Santa Marta    |
| —  | HV | Pedro Ricardo López  | Lỗi biểu thức: Dấu phân cách “{” không rõ ràng , 1912Lỗi biểu thức: Dư toán tử ( | 3    | 0   | Once Deportivo           |
| —  | HV | Lucas Martínez       |                                                                                  | 0    | 0   | Sporting de Barranquilla |
| —  | HV | Gabriel Mejía        |                                                                                  | 0    | 0   | Junior                   |
| —  | HV | Humberto Picalúa     |                                                                                  | 1    | 0   | Junior                   |
| —  | TV | Antonio de la Hoz    | Lỗi biểu thức: Dấu phân cách “{” không rõ ràng , 1920Lỗi biểu thức: Dư toán tử ( | 0    | 0   | Sporting de Barranquilla |
| —  | TV | Isidro Joliani       |                                                                                  | 1    | 0   | Junior                   |
| —  | TV | Juan Quintero        |                                                                                  | 0    | 0   | Junior                   |
| —  | TĐ | Fulgencio Berdugo    | 14 tháng 6, 1918 (26 tuổi)                                                       | 0    | 0   | Junior                   |
| —  | TĐ | Lancáster de León    |                                                                                  | 0    | 0   | Junior                   |
| —  | TĐ | Roberto Gámez        |                                                                                  | 0    | 0   | Junior                   |
| —  | TĐ | Rafael Granados      |                                                                                  | 0    | 0   | Junior                   |
| —  | TĐ | Luis González Rubio  |                                                                                  | 0    | 0   | Junior                   |
| —  | TĐ | Marcos Mejía         |                                                                                  | 2    | 2   | Junior                   |
| —  | TĐ | Roberto Meléndez     | 31 tháng 3, 1912 (32 tuổi)                                                       | 1    | 0   | Junior                   |
| —  | TĐ | Arturo Mendoza       |                                                                                  | 0    | 0   | Junior                   |
| —  | TĐ | Carlos Recio         |                                                                                  | 0    | 0   | Junior                   |
| —  | TĐ | José de Jesús Zapata | 3 tháng 9, 1916 (28 tuổi)                                                        | 2    | 0   | FC Medellin              |
| —  | TM | Humberto Arbeláez    |                                                                                  | 0    | 0   | Juventud de Barranquilla |
| —  | HV | Juan Navarro         |                                                                                  | 0    | 0   | Real Madrid Santa Marta  |

## Ecuador
Huấn luyện viên:  Rodolfo Orlandini

| Số | VT | Cầu thủ | Ngày sinh (tuổi) | Trận | Bàn | Câu lạc bộ |
| -- | -- | ------- | ---------------- | ---- | --- | ---------- |

## Uruguay
Huấn luyện viên:  José Nasazzi

| Số | VT | Cầu thủ | Ngày sinh (tuổi) | Trận | Bàn | Câu lạc bộ |
| -- | -- | ------- | ---------------- | ---- | --- | ---------- |